# Zbigniew Pacelt
Zbigniew Pacelt (Ostrowiec Świętokrzyski, 26 de agosto de 1951 — Łódź, 4 de outubro de 2021) foi um político polonês. Ele foi eleito para a Sejm em 25 de setembro de 2005 com 3982 votos em 33 no distrito de Kielce, candidato pelas listas do partido Platforma Obywatelska. Permaneceu no cargo por três mandatos consecutivos.
Também fez carreira no esporte, participando em três edições dos Jogos Olímpicos de Verão, das quais duas como nadador (1968 e 1972) e uma como pentatleta (1976).

## Morte
Pacelt morreu em 4 de outubro de 2021 em um hospital particular em Łódź.